# أبناء الفوضى
أبناء الفوضى (بالإنجليزية: Sons of Anarchy)‏ هو مسلسل تم إنتاجه في الولايات المتحدة. بدأ عرضه في سنة 2008. بلغ عدد مواسم المسلسل 7 مواسم، كما بلغ عدد حلقاته 90 حلقة، وتبلغ مدة الحلقة الواحدة 55 دقيقة. تم بث المسلسل لأول مرة بتاريخ 3 سبتمبر 2008.

## بطولة
- تشارلي هونام
- جوني لويس
- رون بيرلمان
- دريا دي ماتو
- جيمي سميتس

## القصة
«جاكس تيلر» الشاب الطموح الذي يسعى لإنقاذ ناديه [ هواة دراجات الهارلي ] من أعمال الفساد وتجارة الأسلحة ويقع ضمن مؤامرات ومكائد تحول بينه وبين مسعاه وأثر ذلك على عائلته وأطفاله .

## وصلات خارجية
- أبناء الفوضى على موقع IMDb (الإنجليزية)
- أبناء الفوضى على موقع ميتاكريتيك (الإنجليزية)
- أبناء الفوضى على موقع روتن توميتوز (الإنجليزية)
- أبناء الفوضى على موقع نتفليكس (الإنجليزية)
- أبناء الفوضى على موقع فيلمافينيتي (الإسبانية)
- أبناء الفوضى على موقع كينوبويسك (الروسية)
- أبناء الفوضى على موقع ألو سيني (الفرنسية)
- أبناء الفوضى على موقع قاعدة بيانات الفيلم (الإنجليزية)

- الموقع الإلكتروني